# Cunaxa gazella
Cunaxa gazella är en spindeldjursart som först beskrevs av Berlese 1916.  Cunaxa gazella ingår i släktet Cunaxa och familjen Cunaxidae. Inga underarter finns listade i Catalogue of Life.